# Monotropastrum
Monotropastrum ist eine Gattung von Pflanzen aus der Familie der Heidekrautgewächse (Ericaceae). Die beiden Arten der Gattung sind in Südasien beheimatet.

## Beschreibung
Monotropastrum sind chlorophylllose, myko-heterotrophe, krautige Pflanzen. Ihre Wurzeln sind eine dichte Masse, die aus ihnen wachsende Spross- und Blütenstandsachse steht nickend und ist reinweiß. Die Blätter sind einfach, Vorblätter fehlen.
Der Blütenstand ist ein- bis wenigblütig. Die Blüten sind drei- bis fünfzählig, Kelchblätter können fehlen und lassen sich nur schlecht unterscheiden. Die Krone ist röhrenförmig, die Kronblätter sind nicht miteinander verwachsen und am Ansatz mehr oder weniger sackförmig. Die Staubblätter sind eben so lang wie die Krone, die Staubbeutel sind waagerecht nierenförmig und am Ende ein- oder mehrfach geschlitzt. Zwischen den epipetal stehenden Staubfäden stehen die paarig gelappten Nektarien. Der Griffel ist kräftig bis schlank, dauernd, die Narbe trompetenförmig.
Der Fruchtknoten weist parietale Plazentation auf. Die Frucht ist beerenartig, die Samen sind eiförmig.

## Verbreitung
Die Gattung findet sich in Südasien vom indischen Punjab über Laos, Vietnam und Korea bis ins indonesische Sumatra in Höhenlagen zwischen 1000 und 2700 Meter.

## Systematik
Die Gattung Monotropastrum wurde 1935 durch Heinrich Andres erstbeschrieben. Ein Synonym ist Eremotropa Andres. Die Gattung umfasst zwei Arten:
- Monotropastrum humile (D.Don) H.Hara: Sie kommt in Bhutan, Indien, Sumatra, Japan, Taiwan, Korea, Laos, Myanmar, Nepal, Sachalin, Sikkim, Thailand, Vietnam und in China vor.[1]
- Monotropastrum sciaphilum (Andres) G.D.Wallace: Sie kommt nur in Yunnan vor.[1]